# 永宁土司
永宁土司是元、明、清三代期间一个摩梭人世袭土司。其辖境为永宁州。土司姓氏为阿姓，治所在今云南省宁蒗彝族自治县西北一带。
永宁土司与丽江土司存在一定血缘关系。早期永宁土司的辖境非常广大，位于今四川、云南、西藏交界处。后来永宁土司将木里（今木里藏族自治县）分封给了一位藏传佛教喇嘛；1710年，康熙帝将左所、前所之地赐予永宁土司的亲戚，此后永宁土司辖境大为缩小。
公元24年，永宁土司的祖先泥月乌来到了永宁。唐朝时臣服于南诏，宋朝时臣服于大理国。忽必烈率蒙古军队入侵大理国时，1253年，永宁土司和字归附。忽必烈留蒙古将领驻守永宁，此后的阿姓土司都自称是蒙古人的后代。1279年，以其地设永宁州。1279年，设北胜府永宁司。
1381年（洪武十四年）永宁土司卜都各吉至明廷朝见。1406年（永乐四年），明廷以其地设永宁府，隶属于四川布政使司；卜都各吉的后裔世袭永宁知府之职。1659年，永宁土司归顺清朝，被允许继续世袭永宁知府之职。
1917年，永寧、蒗蕖兩土司轄地合併，設置寧蒗縣佐，屬永北縣。1956年，永宁土司被废除。

## 历代土司
1. 卜都各吉：1381年—？
2. 各吉巴合：？—1414年
3. 卜撒：1414年—1417年10月（被左所酋长剌马非杀死篡位）
4. 南八：1423年7月31日（永乐二十一年六月廿四）—1458年
5. 阿苴：1458年7月28日（天顺二年六月十八）—1484年（受赐阿姓）
6. 阿绰：1484年9月12日（成化二十年八月廿三）—1496年
7. 阿贵：1496年2月22日（弘治九年二月初九）—1515年
8. 阿晖：1515年7月24日（正德十年六月十四）—1530年
9. 阿和：1540年5月29日（嘉靖十九年四月廿四）—1557年
10. 阿英：1557年9月27日（嘉靖三十六年九月初五）—1574年
11. 阿雄：1574年9月19日（万历二年九月初五）—1586年
12. 阿承忠：1591年（万历十九年三月初九）—1610年
13. 阿铨：1610年—？（正式受册封：1614年7月11日（万历四十二年六月初五））
14. 阿镇麟：？—1669年8月27日（康熙八年八月初二）
15. 阿庭锟：1670年—1705年
16. 阿锦晖：1707年1月23日（康熙四十五年腊月廿日）—1711年12月29日（康熙五十年十一月二十）
17. 阿锦先：1727年5月16日（雍正五年闰三月廿六）—1727年5月24日（雍正五年四月初四）
18. 阿有威：1728年4月28日（雍正六年三月二十）—1740年4月26日（乾隆五年四月）
19. 阿世昌：1741年11月（乾隆六年十月）—1770年（乾隆三十四年二月廿三）
20. 阿良弼：1770年—1771年（未受册封）
21. 阿启昌：1771年10月16日（乾隆三十六年九月初九）—1796年3月28日（嘉庆元年二月二十）
22. 阿良辅：1798年4月27日（嘉庆三年三月十二）—1815年10月31日（嘉庆二十年九月廿九）
23. 阿会元：1817年3月12日（嘉庆二十二年正月廿五）—1867年3月4日（同治六年正月廿八）
24. 阿毓兴：1867年—1879年（未受册封）
25. 阿恒芳：1879年4月23日（光绪五年闰三月初三）—1894年
26. 阿应瑞：1894年—1923年10月6日
27. 阿民汉：1930年3月（民国十九年三月）—1956年